# 米棉之战
米棉之战是指第二次国共内战末期，上海战役结束后，在时任中央财经委员会主任陈云主持下，中共政权对上海为主的投机商人开展的经济金融整顿。最终，大批上海商人破产，刚刚建国的中共政权大获全胜，初步控制中国经济中心——上海的物价，也被稱之為"貨幣領域的淮海戰役"。
本次事件与银元之战是中共控制的中华人民共和国在建国之年最为重要的经济事件。至1950年3月，新政府稳定了全国经济局势，财政收支基本平衡，中华民国大陆时期末年以来的恶性通货膨胀问题得以遏制。

## 背景
1949年5月，上海战役结束后，中国人民解放军进驻上海，成立中国人民解放军上海市军事管制委员会（简称上海市军管会，后为上海市人民政府）。然而，由于上海是中国当时的经济中心，而内战末期国内经济已然崩坏。中华民国政府发行的法币和金圆券实际上已经丧失信用，中共政权发行的人民币又无十足贵金属保证，不被商界信任，故银元为实际上的流通货币。投机者又趁机抬高银价，导致通货膨胀、物价飞涨。最终，上海市军管会派出警察强行查封银元交易场所，稳定了银元比价，是为银元之战。
但是，通货膨胀的情况并未就此改观，因为当时在社会上充当等价交换物的不仅有银元这样的货币，米、棉纱、煤炭等生活生产必需品也属于等价交换物，因市面上无纸币有十足信用，银元规格众多不便换算，而米、棉纱、煤炭等物需求广泛且便于折算之故。故此，资本家及投机者转而从投机银元转向囤积粮、纱、煤（俗称“两白一黑”）。
渡江战役（上海战役）结束后，中共控制的解放区随着解放军南下迅速扩大。因此，人民币发行量在短短的三个月时间内（1949年7月至10月）增发5倍:10。另一方面，国军于6月23日在长江口外布雷，封锁上海口岸，截断原料和粮食的供应，上海出现存粮不足、外国棉纱进口困难问题。上海在6月23日到7月21日，一月之内米价上涨4倍，纱价上涨1倍，从10月上旬到11月下旬，米价又涨3倍，纱价涨3.8倍，布价涨3.5倍，其他物价也随之大幅度上涨，并影响到整个华东、华北和华南等地。或形容为“物价一日三涨”:10。
大规模的物价上涨严重打击刚刚正在中国大陆建立政权的中国共产党的声望。陈云回忆，物价的连续波动和财政的严重困难，“对经济恢复工作和人民生活是重大的打击”，“上海等地人民对我们的经济工作颇感失望，各地财经工作同志也感到形势严重，必须迅速采取有效办法。”中共华中局向中央提出召开各区联合会议，“研究各地区的财政收支、物资调拨、货币发行等问题。”

## 过程
1949年7月12日，主管全国财经的中央财经委员会组建完成，陈云担任主任。7月27日至8月15日，陈云在上海主持召开了有华东、华北、华中、东北和西北五大区的财政、金融、贸易等部门领导参加的财经会议。陈云要求各地财委、财政、银行和国营贸易公司，“对资金的运用和主要商品吞吐，不要搞得太死”，要根据市场行情及时收购、抛售，“要从稳定物价调控市场这个全局出发，占领市场、组织市场、控制市场、领导市场”:10。陈云说，能否解决上海问题和稳定全国物价，要看我们掌握“两白一黑”(大米、棉紗、煤炭)的情况。这三种物资中，关键是大米和棉纱。一个是吃，一个是穿，是市场的主要物资，“我掌握多少，即是控制市场力量的大小”。“人心不乱，在城市中心是粮食；在农村主要靠纱布。”
当时，陈云对上海经济情况调研后，认为上海物价飞涨的两个主要原因：“一是财政收支赤字大，货币（人民币）发行量多；二是市场需求的物资不及时”:10。陈云采取收缩通货、抛售物资、加强市场管理的办法。
1949年11月13日，陈云为政务院财政经济委员会起草了《制止物价猛涨》的指示，提出12条措施。同时指示全国各主要城市做好准备，于11月底至12月初一齐抛售。当时依据各地情况，采取了多种措施。从上海调剂纱布至武汉，以控制汉口、湘、粤纱布市场；命令西北财委将陇海铁路沿线的纱布运往西安。上海粮食供应方面，时，上海市区人口以400万计，每月供应11億公斤左右口粮，每天需供应150万公斤左右大米。为此从江苏、安徽、湖北、四川及东北等地调动3至4亿公斤左右的粮食，存储于南京、杭州之间。至1950年上半年，上海国营粮店掌握了17亿公斤粮食，满足一年半的周转期。东北则被命令，从1949年11月15日至30日，每日通过铁路运送500至600万公斤粮食入关，应对北京、天津地区的市场需要:11。陈云曾专门交代：东北必须每天发一个列车的粮食到北京；北京市在天坛打席囤存粮，必须每天增加存粮席囤，要给粮贩子看到，国家手上真有粮食，粮价不能涨，使奸商无隙可乘。
11月25日，上海、天津、北京、沈阳、武汉、西安等主要工业城市同时大量抛售食粮、棉布（纱布:11）。上海棉纱市场开市后，投机商争相抢购，甚至不惜拆借高利贷。棉纱公司不断抛售纱布，且隔一小时跌一次价，上海纱布价格当日下跌了一半。在粮食供应方面，上海的国营粮店通过短期掌握的大量粮食，从私营粮商手中赢得了上海市场的主动权。当时，上海的国营粮食公司在全市设立有64处营业所和75处特约米店。国营粮店的供应量已超过批发市场的总成交量。当私营米店将零售价抬至16万元一石时，国营粮食公司抛售价仅8万元一石，严重打击了投机粮商:11。
陈云主张乘胜追击，不给投机商任何机会，他要求所有国营企业的现金一律存入银行，不得向私营银行和资本家贷款；私营工厂不准关门，而且照发工人工资；加紧征税，如不按时纳税，按3%的税额处罚。

## 影响
上海工商界人士说：“六月银元风潮，中共是用政治力量压下去的，此次（米棉之战）则仅用经济力量就能稳住，是上海工商界所料不到的。”许多投机商因亏损过多，不得不宣布破产，许多私人钱庄因借给投机商人的款项无法收回，亦宣告倒闭。
此后，中央人民政府通过统一全国财政经济管理，平衡收支，同时还采取了诸如加强市场管理，惩治不法奸商，加强税收，发行公债，吸收存款，回笼货币，紧缩银根等措施，最终彻底整顿了市场秩序，终结了十余年来的恶性通货膨胀。